# 老圈巷水库
老圈巷水库是中国安徽省六安市霍邱县境内的一座水库，位于淮河水系汲河上，建于1985年。水库正常库容为1251万立方米，集雨面积为3平方千米，海拔为47米。